# Loge de Kerhir
La loge de Kerhir est une maison remarquable située à côté de la chapelle Notre-Dame à Plounévez-Quintin, dans le département des Côtes-d'Armor. 
La maison a la particularité d'avoir des murs constitués de grandes dalles de schiste (orthostates), typiques de l'habitat du pauvre.
La maison a été inscrite aux Monuments historiques par arrêté du 30 janvier 2020,.